# Jfokus
Jfokus är en årligt återkommande konferens i Sverige för personer som arbetar med Javautveckling.
Jfokus genomfördes första gången i januari 2007 med över 450 deltagare och där SICS var en av huvudarrangörerna. Tvådagarskonferensen 2008 lockade mer än 650 deltagare. Över åren har konferensen vuxit och drar idag drygt 2000 deltagare.
Från 2011 utökades Jfokus med en kurs/universitetsdag med längre och mer ingående föreläsningar och praktiska sessioner.

## Lokaler genom åren
De första åren tillbringade Jfokus i Electrum i Kista. 2009 och 2010 arrangerades konferensen på Filmstaden Sergel.
Från 2011 har konferensen hållit till på Stockholm Waterfront Congress Center i centrala Stockholm där den hållit till sedan dess.
Undantaget är 2021 då konferensen hölls som en 1-dags onlinekonferens.